# Bente Maegaard
Bente Maegaard (født 6. februar 1945 i København) er en dansk sprogforsker og professor indenfor sprogteknologi. Hun var en del af projektet DANwORD som udførte computerdrevne korpuslingvistiske undersøgelser for første gang i Danmark, samt leder af Center for Sprogteknologi.

## Karriere
Bente Maegaard blev student fra Rødovre Statsskole i 1963. Hendes plan derefter var at blive gymnasielærer, og hun studerede på Københavns Universitet med matematik som hovedfag og oprindeligt fysik som bifag, men endte med fransk som bifag, og blev cand.scient. i 1970. Hun arbejdede dereter som gymnasieadjunkt ved Toftegaard Statskursus i et år indtil hun i 1971 blev adjunkt på Københavns Universitet ved Institut for Anvendt og Matematisk Lingvistik. hvor hun var en del af DANwORD-projektet. I 1975 blev hun lektor samme sted, og var i 1981 gæsteprofessor ved Université de Genève. Hun deltog i etableringen af en datalingvistisk uddannelse i 1982. I 1984 modtog hun en femårig stilling som forskningsprofessor af Undervisningsministeriet som den eneste kvinde blandt ti modtagere. Her deltog hun i EUROTRA, hvor hun var leder af dets europæiske styregruppe, projektleder for den danske del og bidrog til formidlingen af projektet. I 1990 var hun Research Fellow ved University of Salford. I 1991 blev hun direktør for Center for Sprogteknologi ved dets oprettelse som institution under forskningsministeriet; Center for Sprogteknologi fusionerede ind i Københavns Universitet i 2004. Fra 2012 var hun Vice Executive Director for CLARIN ERIC indtil sin pension. Hun forblev direktør for Center for Sprogteknologi indtil 2014 og fungerede herefter som chefkonsulent samme sted. Hun gik på pension i 2019.

## Medlemskaber og priser
Bente Maegaard er medlem af Akademiet for de Tekniske Videnskaber (siden 1985) og denominator ved Elers Kollegium (siden 1995). Deruder er hun tidligere medlem af bl.a.:
- Akademirådet for Akademiet for de Tekniske Videnskaber (i perioden 1991-1995)
- Bestyrelsen for Munksgaards Forlag (1993-2001)
- Repræsentantskabet for Teknologirådet (2002-2009)

Hun har tidligere deltaget i redaktionsgruppen for tidsskrifterne Studies in Machine Translation and Natural Language Processing, International Journal of Corpus Linguistics, Machine Translation og Language Resources and Evaluation.
Hun har modtaget Levison Prisen i 1991, Hartmann-Prisen i 1997 og Award of Honour fra International Association for Machine Translation i 2009.